# Orecchiette

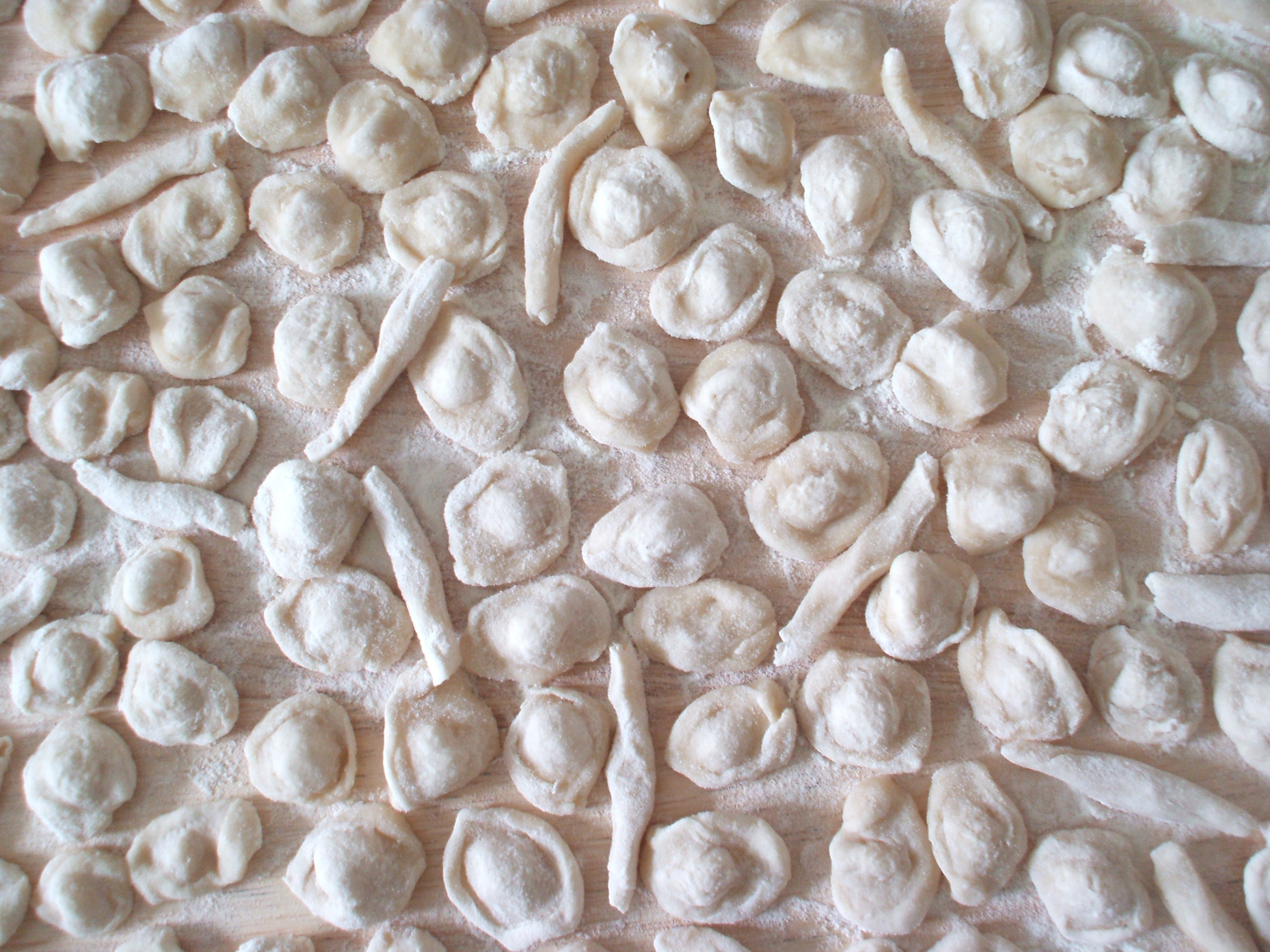
Stacchioddi del Salento durante la preparazione.

Le orecchiette sono un tipo di pasta tipico delle regioni Puglia e Basilicata, la cui forma è approssimativamente quella di piccole orecchie, da cui deriva appunto il nome.

## Descrizione
La loro dimensione è, mediamente, di circa 3/4 di un dito pollice, e si presentano come una piccola cupola di colore bianco, con il centro più sottile del bordo e con la superficie ruvida. Sono preferibili più grandi quelle cotte con le verdure e molto più piccole quelle cotte con il ragù. Nel tarantino e in Valle d'Itria è ancora in uso il sinonimo "chiancarelle" o "recchjetedd", "fiaffioli".
Ne esiste anche una versione realizzata senza la forma di cupola, meglio conosciuta come "strascinati" ("strasc'nat"), particolarmente diffusa in Basilicata, benché in Puglia, perlopiù a Bari, il termine dialettale indica spesso le classiche orecchiette, riferendosi al metodo di creazione con cui la pasta prende forma strascinandola sul tavolo. In tutte le varianti, si realizzano utilizzando esclusivamente farina di grano duro, acqua e sale.

## Storia

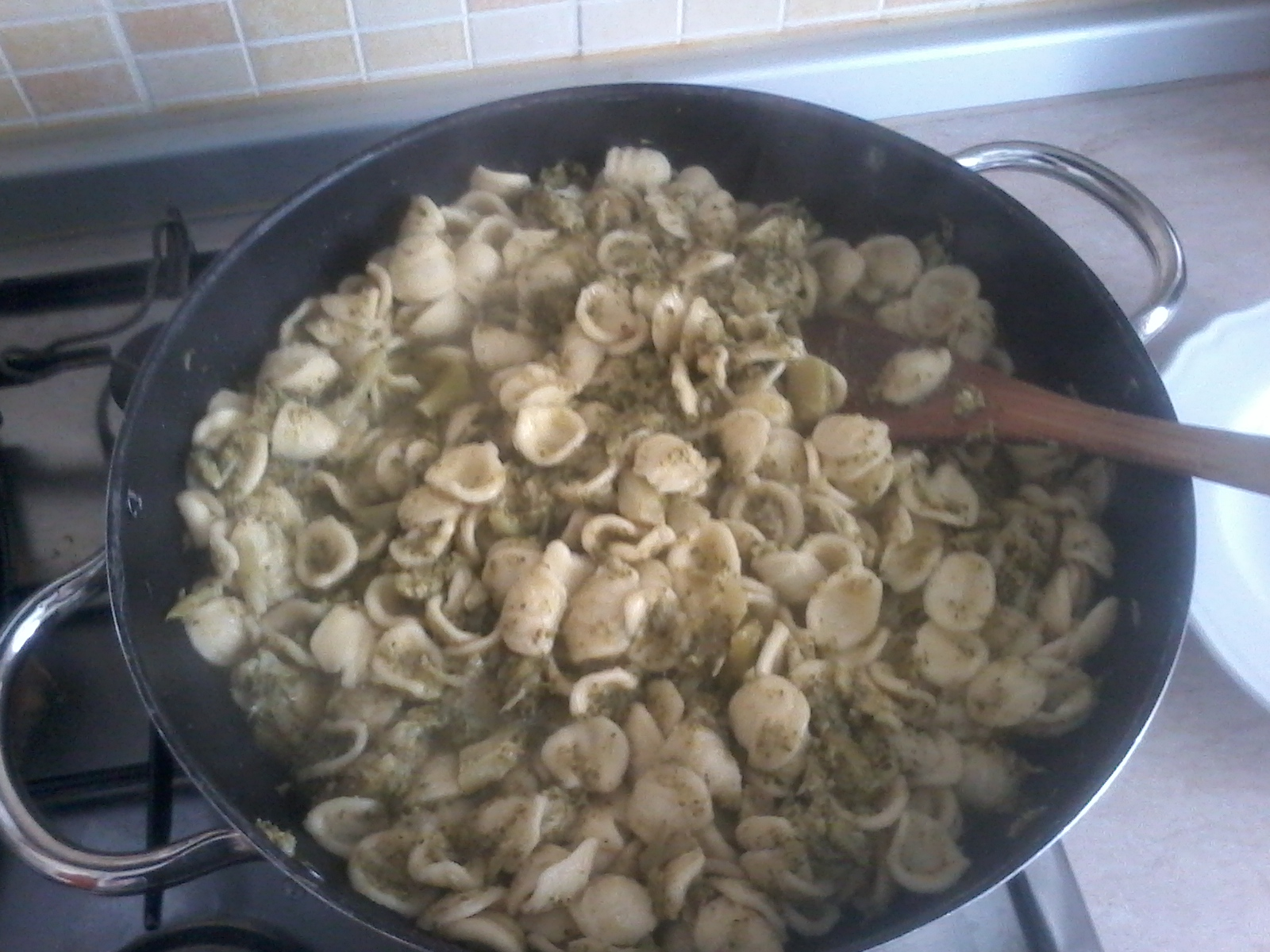
Orecchiette con le cime di rapa.

Le origini delle orecchiette sono remote e non ben chiare, ma andrebbero comunque ricercate nelle regioni di Puglia e Basilicata, o più nello specifico nell'areale storico della Terra di Bari, dove, fin dal lontano Medioevo, veniva prodotta una pasta dalle fattezze discoidali utilizzando il grano duro del Tavoliere, incavata al centro con il pollice della mano. In seguito, durante l'epoca in cui la dinastia Angioina regnava sui territori del Mezzogiorno peninsulare, tale formato di pasta ebbe modo di ampliare il suo areale di produzione, diffondendosi ulteriormente nel resto del territorio pugliese e lucano.
Un'ipotesi suggerisce che le orecchiette ebbero origine nell'arco temporale intercorso tra il reame della dinastia normanna e quella sveva, specificatamente a Sannicandro di Bari, e sembrerebbe che tale formato di pasta sia nato, per quanto riguarda la sua lavorazione, come variante delle Orecchie di Haman, impasti dolci a forma concava e arrotondata preparati per la celebrazione del Purim (tra l’altro quella forma non era dettata dal caso, ma aveva una precisa funzione pratica: la forma concava, favorendo il processo di essiccazione, aiutava a conservare meglio la pasta per utilizzarla nei periodi di carestia). Infatti, in epoca medievale, in riferimento ad alcune paste dolci come le Orecchie di Haman, tra le comunità ebraiche della Puglia era in uso per le suddette anche il termine alternativo di oznei galahim, ossia "orecchie dei preti", nome utilizzato ancora oggi anche per le orecchiette in alcuni centri pugliesi.
Stando ad altre fonti storiche la prima testimonianza di questo formato di pasta si troverebbe in un atto di successione del 1500 conservato nell’archivio della Basilica di San Nicola a Bari. In quel documento un fornaio lasciava la sua attività in eredità alla figlia e la dote includeva anche la preparazione delle “recchjetedde”.

## Specialità culinarie

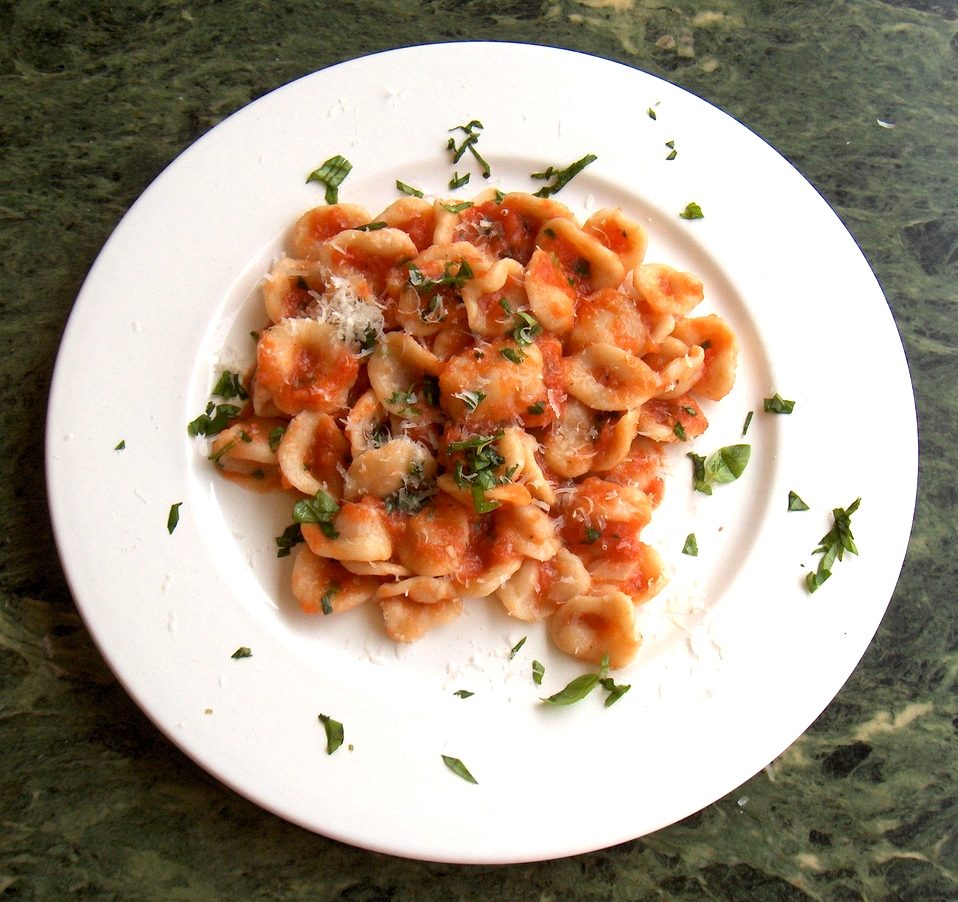
Orecchiette al pomodoro.

Una ricetta tipica diffusa tra Puglia e Basilicata è quella delle orecchiette con le cime di rapa. Una variante pugliese prevede l'aggiunta di acciughe, mentre, in Basilicata, e perlopiù nel Vulture e nel Materano, il piatto è, sovente, condito con peperone crusco sbriciolato o in polvere. Molto diffuse sono anche le orecchiette al pomodoro.
In Capitanata e nel Salento è tipica anche la variante che le vede insieme a sugo di pomodoro (con o senza spezzatino di carne o polpette o brasciole) e/o ricotta forte di pecora. A Foggia, in particolare, sono tipiche le "pizzarelle": orecchiette molto grandi spesse e schiacciate, quasi piatte, che vengono spesso consumate con pomodoro rucola e patate. Questa preparazione caratteristica del capoluogo dauni è anche detta "la bandiera".
A Cisternino le orecchiette si realizzano con farina di grano tenero poco raffinato, sono più grandi e assumono una forma diversa, con nervature interne profonde e molto simili a un padiglione auricolare, venendo definite "recch' d'privt" - ovvero "orecchie dei preti". La ricetta classica contadina dei giorni di festa prevede il condimento con ragù di coniglio.
A Matera sono tipiche le orecchiette alla materana, cotte al forno con pomodoro, macinato di agnello, mozzarella e pecorino.

## Eventi di promozione e sagre
- Sagra ti li Stacchioddi: la prima domenica di ottobre a Latiano (BR), la prima edizione è stata nel 1978.
- Festa dell'Orecchietta 8 e 9 agosto, si svolge a Vignacastrisi da oltre trent'anni.
- Sagra delle orecchiette: nella prima decade di agosto a Savignano Irpino; la prima edizione ha avuto luogo nel 1977.

## Varianti
I Curzetti carlofortini sono una pasta secca artigianale tipica del paese di Carloforte, prodotta nell'Isola di San Pietro (arcipelago del Sulcis) nel sud-ovest della Sardegna. La loro forma ricorda molto quella delle orecchiette, ma la loro origine è differente. Nascono da una semplificazione della ricetta dei Corzetti liguri  (chiamati anche curzetti, croxetti oppure anche corsetti).